# 毛翼管鼻蝠
毛翼管鼻蝠（学名：Harpiocephalus harpia）为蝙蝠科毛翼管鼻蝠属的动物。分布于印度， 印度尼西亚， 菲律宾，台湾岛以及中国大陆的云南等地。该物种的模式产地在爪哇。

## 保护
- 中国濒危动物红皮书等级：稀有

## 亚种
- 毛翼管鼻蝠指名亚种（学名：Harpiocephalus harpia harpia），Temminck于1840年命名。分布于台湾岛等地。该物种的模式产地在爪哇。[3]